# フアン・マヌエル・トーレス
フアン・マヌエル・トーレス（Juan Manuel Torres, 1985年6月20日 - ）は、アルゼンチン・チャコ州プエルト・ビレラス出身のサッカー選手。現在は無所属。ポジションはミッドフィールダー。

## 経歴
2002年、ラシン・クルブでデビューした。ラシン・クルブでは100試合以上に出場した。2007年、CAサン・ロレンソ・デ・アルマグロに移籍した。
2016年2月1日、トルネオ・フェデラルA（アルゼンチン3部リーグ）のCAチャコ・フォル・エベルと1年半の契約を結んだ。
2017年1月より、カザフスタン・プレミアリーグのFCアクトベに加入した。
2005年、U-20アルゼンチン代表としてFIFAワールドユース選手権に出場し優勝した。

## タイトル
アルゼンチン U-20
- FIFAワールドユース選手権 : 2005